# Euphalerus cerococarpi
Euphalerus cerococarpi är en insektsart som beskrevs av Jensen 1957. Euphalerus cerococarpi ingår i släktet Euphalerus och familjen rundbladloppor. Inga underarter finns listade i Catalogue of Life.